# Ignaz Berndaner
Ignaz „Naz“ Berndaner (* 4. Juli 1954 in Garmisch-Partenkirchen, Deutschland) ist ein ehemaliger Eishockeyspieler und -trainer, der von 1971 bis 1992 für den  SC Riessersee und den EC Hedos München in der Eishockey-Bundesliga spielte.

## Karriere
Schon mit 16 Jahren schaffte Ignaz Berndaner 1971 den Sprung in die Bundesliga-Mannschaft des SC Riessersee. Zwei Jahre später, noch 17 Jahre alt, stand er im Kader der deutschen Nationalmannschaft für die Weltmeisterschaft 1973 in Moskau. Als vor der Saison 1974/75 eine Reihe von Spielern den SC Riessersee nach Norden verließen, war sich auch Berndaner mit der Düsseldorfer EG über einen Wechsel einig, doch der SCR stellte sich quer und verhinderte eine weitere Schwächung der Mannschaft. Bis 1979 spielte er alle Weltmeisterschaften, der Höhepunkt war sicherlich die Bronze-Medaille bei den Olympischen Spielen in Innsbruck. 1978 gewann er mit dem SC Riessersee seine erste deutsche Meisterschaft und 1981 konnte er das mit seinem Team wiederholen. Im Verein und in der Nationalmannschaft zeichnete ihn seine solide Spielweise aus. Er blieb jedoch immer heimatverbunden und verzichtete Anfang der 80er Jahre auf die WM-Teilnahmen, um mehr Zeit für den Bau seines Hauses zu haben. Bei den Weltmeisterschaften 1982 und 1983 war er wieder an Bord und nach den Olympischen Spielen in Sarajevo beendete er seine internationale Karriere mit 177 Spielen und 19 Toren. In der Bundesliga ging es mit dem SC Riessersee abwärts, und während Berndaner lukrative Angebote abgelehnt und seinem Team die Treue gehalten hatte, gab es nun Ärger mit der Vereinsführung. Berndaner wäre nach dem Abstieg 1987 mit dem SC Riessersee auch in die zweite Liga gegangen, aber die Streitigkeiten mit den Verantwortlichen waren zu groß und so wechselte er in die Landeshauptstadt zum EC Hedos München. Auch hier spielte er zwei Jahre in der zweiten Liga, aber während in Garmisch das Stadion weitgehend leer blieb, spielte man in München vor ausverkauftem Haus. Mit ihm stieg der EC Hedos in die Bundesliga auf und er spielte noch 3 Jahre in der höchsten deutschen Liga, bevor er 1992 in München seine aktive Karriere beendete.
1976 erhielt er für seine sportlichen Leistungen das Silberne Lorbeerblatt.
Als Nachwuchs-Koordinator und Co-Trainer wechselte er zurück in die Heimat zum SC Riessersee und übernahm 1993 als Cheftrainer das Team. Für vier Jahre war er Trainer beim ERC Ingolstadt. 2000 übernahm Berndaner die Frauenauswahl des DEB. 2002 folgte ein Engagement bei den Eisbären Regensburg und 2004 beim TSV Peißenberg. In der Saison 2005/06 trainierte er das Bayernligateam der EA Schongau, danach den Ligarivalen Wanderers Germering.